# DLSCL J0916.2+2951
DLSCL J0916.2+2951, soprannominato Musket Ball Cluster (in italiano Ammasso Palla da Moschetto) è un ammasso di galassie, tra i pochi attualmente conosciuti, che mostra una chiara separazione tra le parti costituite dalla materia barionica e dalla materia oscura. L'ammasso è il risultato della collisione di due ammassi di galassie. La sua denominazione ricorda un altro ammasso simile il Bullet Cluster, ma rispetto a questo risulta più vecchio e la collisione avviene più lentamente. Osserviamo DLSCL J0916.2+2951 circa 700 milioni di anni dopo la collisione ed il processo di fusione è in fase più avanzata di circa 500 milioni di anni rispetto al Bullet Cluster. DLSCL J0916.2+2951 è stato scoperto nel 2011 dal Deep Lens Survey.

## Caratteristiche
Alla scoperta di DLSCL J0916.2+2951 erano conosciuti solo sette ammassi di galassie che mostrano la separazione tra materia barionica e materia oscura a seguito della collisione e fusione di ammassi. In cinque di questi ammassi la fusione è avvenuta tra 170 e 250 milioni di anni prima rispetto al Bullet Cluster. La distanza che separa le galassie dalla materia oscura è dell’ordine di circa 19.000 anni luce (5.800 pc). Tale separazione ci indica che la materia oscura può interagire anch’essa attraverso l’energia oscura (una forza in grado di interagire solo con la materia oscura) o attraverso un insieme di forze ignote. Le dimensioni di DLSCL J0916.2+2951 sono di circa 8 milioni di anni luce (2,5 milioni di pc).